# Badminton nos Jogos Insulares de 2025
As competições de Badminton nos Jogos Insulares de 2025 serão disputados em Kirkwall, em Orkney, entre os dias 13 e 18 de julho. Serão realizados um total de seis eventos, entre masculino, feminino, duplas mistas e equipes, e as partidas ocorrerão no Pickaquoy Centre.

## Participantes
- Bermuda
- Frøya
- Gibraltar
- Gotland
- Groelândia
- Guernsey
- Hitra
- Ilhas Cayman
- Ilhas Faroé
- Ilhas Malvinas

## Medalhistas
| Evento               | Ouro | Prata | Bronze |
| -------------------- | ---- | ----- | ------ |
| Masculino individual |      |       |        |
|                      |      |       |        |
| Duplas masculinas    |      |       |        |
|                      |      |       |        |
| Feminino individual  |      |       |        |
|                      |      |       |        |
| Duplas femininas     |      |       |        |
|                      |      |       |        |
| Duplas mistas        |      |       |        |
|                      |      |       |        |
| Equipes              |      |       |        |
|                      |      |       |        |

## Quadro de medalhas
Atualizado em 12 de julho de 2025
| Pos                 | Equipe              | Ouro | Prata | Bronze | Total |
| 1                   | Bermuda             | 0    | 0     | 0      | 0     |
| 2                   | Frøya               | 0    | 0     | 0      | 0     |
| 3                   | Gibraltar           | 0    | 0     | 0      | 0     |
| 4                   | Gotland             | 0    | 0     | 0      | 0     |
| 5                   | Groelândia          | 0    | 0     | 0      | 0     |
| 6                   | Guernsey            | 0    | 0     | 0      | 0     |
| 7                   | Hitra               | 0    | 0     | 0      | 0     |
| 8                   | Ilhas Cayman        | 0    | 0     | 0      | 0     |
| 9                   | Ilhas Faroé         | 0    | 0     | 0      | 0     |
| 10                  | Ilhas Malvinas      | 0    | 0     | 0      | 0     |
| Totais (10 Equipes) | Totais (10 Equipes) | 0    | 0     | 0      | 0     |